# Delta Scorpii
Désignations
Delta Scorpii (δ Sco / δ Scorpii) dans la Désignation de Bayer est une étoile binaire de la constellation du Scorpion. Son nom le plus  courant est Dschubba.

## Nomenclature
Dschubba est le nom propre approuvé pour Delta Scorpii / δ Sco a été retenu par l'Union astronomique internationale (UAI). C’est l’arabe جبهة العقرب Ğabhat al-ᶜAqrab, « le Front du Scorpion », qui est, dans cette forme particulière, une appellation tardive. Le nom est introduit par Johann Bode (1801), à partir de la traduction du یجِ سلطانی Zīğ-i Sulṭānī ou « Tables sultaniennes »  d’Uluġ Bēg (1437) par Thomas Hyde (1665) , par l’intermédiaire du philologue Friedrich Lach (1796) qui donne ce nom pour 'ω Sco.
Autre nom: Iclarkrau, introduit par Giuseppe Piazzi (1814). Cette étoile est dans les catalogues arabes إكليل العقرب Iklῖl al-ᶜAqrab, « la Couronne du Scorpion ». Il doit s’agir chez Piazzi du télescopage de deux transcriptions : Iclîl AlGjeb’ba pour βδπρνω Sco et Ğabhat al-ᶜAqrab, « le Front du Scorpion » pour ω Sco, données dans la traduction du یجِ سلطانی Zīğ-i Sulṭānī ou « Tables  sultaniennes » d’Uluġ Bēg (1437) par Thomas Hyde (1665) , et diffusé dans les catalogues des XXe et XXIe siècles par le truchement de Richard Allen (1899),.

## Propriétés
Du fait que Dschubba se situe près de l'écliptique, elle est de temps à autre occultée par la Lune ou, beaucoup plus rarement, par des planètes.